# Noël Bernard
Noël Bernard (n. 25 februarie 1925, București, România – d. 23 decembrie 1981) a fost un jurnalist și analist politic român, stabilit în Palestina (1940-1945), Marea Britanie, apoi în Germania de Vest, director al Serviciului românesc la Radio Europa Liberă (1955-1958; 1965-1981).

## Viața și cariera
A fost fiul lui Filip Bercovici (1896-1978) și al Elisabetei Bercovici (1899-1953).
În 1940 a emigrat, împreună cu părinții săi (tatăl evreu, Filip Bercovici, având părinții originari din Brăila, iar mama, Elisabeth născută Jahn, dintr-o familie austriacă catolică emigrată în secolul al XIX-lea din Meran in Tirol), în Palestina. După terminarea liceului, s-a înscris la Facultatea de Matematică a Universității Ebraice din Ierusalim. În 1945 s-a căsătorit cu Yvette Bourla și s-a mutat împreună cu soția la Londra, unde și-a continuat studiile încă un an. În 1946, cȃnd i s-a născut primul copil, s-a văzut nevoit să renunțe la cursurile universitare. A reușit să intre la BBC, unde și-a făcut ucenicia în ziaristica de radio. La Londra, după ce a primit cetățenia britanică, a devenit colaborator al secției române a postului de radio BBC și al postului de radio Vocea Americii.
În 1953 s-a stabilit în Germania de Vest, la München. Aici a fost redactor (1953-1954) și apoi director (1955-1958; 1965-1981) al departamentului românesc al postului de radio Europa Liberă.
A fost căsătorit mai întâi cu Yvette Bourla (cu care a avut 2 copii, Dan si Barbara), originară dintr-o familie sefardă din Salonic, apoi cu Sidonia Alterovici, și ulterior cu Ioana Măgură (evreică din Craiova, fostă crainică la televiziunea română până în 1966, apoi redactor la radio Europa Liberă).
Fiul Dan s-a născut în mai 1946 și fiica Barbara în iulie 1952 la Londra. Și-a schimbat numele din Bercovici în Bernard la ceva timp după nașterea fiului Dan.

## Moartea
Noël Bernard s-a îmbolnăvit și a murit de o formă de cancer. S-a speculat că ar fi fost asasinat din ordinul Securității, prin iradiere, dar nu au fost aduse indicii concludente în favoarea acestei ipoteze. Cert este că și următorii doi directori ai postului, Mihail Cismărescu și Vlad Georgescu, au murit tot de forme galopante de cancer și că activitatea postului era ostilă regimului comunist din România.